# Saint-Denis-sur-Coise
Saint-Denis-sur-Coise település Franciaországban, Loire megyében. Lakosainak száma 684 fő (2022. január 1.). Saint-Denis-sur-Coise Pomeys, Saint-Symphorien-sur-Coise, Châtelus, Chazelles-sur-Lyon, Chevrières, Grammond és Coise községekkel határos.

## Népesség
A település népessége az elmúlt években az alábbi módon változott:
| Lakosok száma | 535  | 502  | 512  | 566  | 655  | 659  | 657  | 673  | 667  | 684  |
|               | 1968 | 1982 | 1990 | 2006 | 2013 | 2015 | 2017 | 2019 | 2020 | 2022 |